# Maesa novoguineensis
Maesa novoguineensis är en viveväxtart som beskrevs av Rudolph Herman Scheffer. Maesa novoguineensis ingår i släktet Maesa och familjen viveväxter. Inga underarter finns listade i Catalogue of Life.